# Mimulopsinae
Mimulopsinae (ili Mimulopsidinae), podtribus u porodici primogovki, dio tribusa Ruellieae potporodica Acanthoideae. Sastoji se od 4 roda.

## Etimologija
Podtribus je dobio ime po tipskom rodu Mimulopsis.

## Rodovi
1. Podtribus Mimulopsidinae E.A.Tripp
  1. Eremomastax Lindau (1 sp.)
  2. Heteradelphia Lindau (2 spp.)
  3. Mellera S.Moore (7 spp.)
  4. Mimulopsis Schweinf. (20 spp.)